# الدوري الموزمبيقي
البطولة الموزمبيقية لكرة القدم (بالبرتغالية: Campeonato_Moçambicano_de_Futebol‏) المعروف محلياً باسم موسامبولا (بالبرتغالية: Moçambola‏) هي مسابقة دوري كرة القدم الأولى في موزمبيق.
البطل الحالي هو ليغا موكولمانا مابوتو.

## تاريخ
أُقيم الدوري في موزمبيق في الحقبة البرتغالية تحت اسم فبطولة منطقة لورنسو ماركس (الأسم القديم لمابوتو) لما كانت الموزمبيق مقاطعة احتلال برتغالي بين سنتي 1922 و 1961 كان المشاركون فرق مقاطعة لورنسو ماركس (الأسم القديم لمابوتو)
فاز بها فريق ديبورتيفو مابوتو إثنتي عشرة مرة.

## وصلات خارجية
صفحة الدوري على موقع الفيفا